# Cool Waves – Brice de Nice
Cool Waves – Brice de Nice (Originaltitel: Brice de Nice, dt. Brice aus Nizza) ist ein französischer Film des Regisseurs James Huth aus dem Jahr 2005 mit Jean Dujardin in der Hauptrolle.

## Handlung
Der 30 Jahre alte Brice ist von Beruf Sohn und lebt in der Villa seines Vaters in Nizza. Er gibt regelmäßig große Partys für vermeintliche Freunde und lebt, inspiriert von dem Film Gefährliche Brandung, fürs Surfen, obwohl es in Nizza keine Wellen gibt. Nachdem sein Vater wegen Geldwäsche verhaftet und sein Vermögen eingezogen wurde, muss sich Brice einen eigenen Unterhalt suchen. Seine Versuche, in einem Restaurant zu arbeiten und eine Bank zu überfallen, schlagen jedoch fehl. Dabei lernt er Marius kennen, dessen Füße jeweils nur ein riesiger Zeh sind. Die beiden machen sich auf zum Ort Hossegor, um dort an einem Surfwettbewerb teilzunehmen. Mit dem Preisgeld in Höhe von 100.000 $ möchte Brice seinen Lebensunterhalt finanzieren, und Marius plant, davon eine Fußoperation zu bezahlen. Brice hat zwar keine Chance bei dem Contest, kann dafür aber endlich seine lang ersehnte „perfekte Welle“ surfen und lernt seine weibliche Doppelgängerin Alice de Nice kennen. Marius verliebt sich in das Mädchen Jeanne, die selbst riesige Ohren hat, und will mit ihr die Welt bereisen.

## Produktion und Veröffentlichung
Drehorte des Films waren Beaulieu-sur-Mer, Cros-de-Cagnes, Mandelieu-la-Napoule, Sophia-Antipolis (INRA), Nizza und der Hafen von Villefranche-sur-Mer. Einige Szenen wurden in Hossegor in den Landes gedreht. 
Brice de Nice ist der erste Film, in dem der Regisseur mit dem Filmkomponisten Bruno Coulais zusammengearbeitet hat, der in der Folge Huths bevorzugter Filmkomponist wurde. Jean Dujardin singt das Chanson Give Me the Night von Rod Temperton. 
Internationaler Kinostart war am 30. März 2005 in Belgien. Der Film kam in Deutschland nicht in die Kinos, Fernsehpremiere beim ORF war am 16. August 2009. 2007 brachte Ascot Elite eine DVD in deutscher Sprache heraus.

## Rezeption
Der Film konnte in Frankreich über 4 Millionen Kinobesucher verzeichnen. International 
fielen die Kritiken jedoch mittelmäßig aus. Auf der IMDB erhielt er lediglich 4,8 von 10 Sternen.